# Cheung Siu Lun
Cheung Siu Lun (18 luglio 1985) è uno schermidore hongkonghese, specializzato nel fioretto.

## Palmarès
- Giochi asiatici

Canton 2010: argento nel fioretto individuale.
- Campionati asiatici

Shanghai 2013: bronzo nel fioretto individuale.
Bangkok 2018: oro nel fioretto individuale e argento nel fioretto a squadre.